# Hotaruko
Hotaruko (яп. 螢子 хотаруко) — эротическая компьютерная игра в жанре ужасов, разработанная японской компанией Tiger Man Project (タイガーマンプロジェクト  ) и выпущенная в сентябре 2002 года. По мотивам игры на студии Green Bunny было создано трёхсерийное эротическое аниме в формате OVA. Оно было выпущено в форматах VHS и DVD в феврале 2003 года. Аниме было лицензировано американской компанией Anime 18 под названием Crimson Climax. Первая часть вышла в 2009 году с подзаголовком Island of Sin (англ. «Греховный остров»), вторая — Cursed Beginnings («Проклятые начала»).

## Сюжет
Рё, по приглашению тёти Мидзуно, вернулась на остров в Японском море, где жила её мать до внезапной кончины. Рё обнаруживает, что источником странного поведения матери может служить её происхождение. Несмотря на то, что мать велела никогда не возвращаться на остров и не общаться с дочерью Мидзуно, Хотаруко, Рё стремиться объяснить для себя странное сексуальное поведение матери и открывает существование последователей темного культа, в который заманивались ничего не подозревающие женщины для кровавых жертвоприношений «мастеру Мидзуно». Мастеру Мидзуно, дяде Рё, жертвоприношения молодых девушек помогают обрести вечную жизнь.

## Персонажи
- Рё Кидзуки (яп. 杵築涼 Кидзуки Рё:) — главная героиня аниме. Приехала на остров по приглашению дяди Мидзуно, там она встретила свою двоюродную сестру — Хотаруко. До приезда жила с матерью, которая впоследствии погибла при загадочных обстоятельствах. Она впервые увидела кровавое жертвоприношение её дяди Мидзуно и хотела уехать с острова. Позже она встречает и влюбляется в девушку Руку, живущую на острове, и проводит с ней ночь. Рё узнаёт, что Хотаруко — её настоящая мать, а Сай — её бабушка. Позже Рё насилует Мидзуно, но её спасает Рука. После этого Рё, находящаяся в безумии из-за Мидзуно, убивает Руку. В конце аниме Рё держит ребёнка, полагая, что это воскресший Мидзуно, и цикл повторяется снова. Роль в аниме озвучивает Елена Каибара.
- Хотаруко Кидзуки (яп. 杵築螢子 Кидзуки Хотаруко) — сестра Рё и главная героиня аниме. Эгоистична и насмешлива. Обращается грубо со всеми, кроме Рё и Мидзуно. По словам Бунго, именно из за её эгоизма, погибла Сай. В начале аниме она встречает Рё когда та приехала. Чаще всего, Хотаруко, находясь рядом с братом, обнимает его из-за спины. Её насилует Бунго, лишив её левого глаза, и это вынуждает Рё остаться на острове. У Хотаруко имеется большой шрам животе. Причина, по которой ей разрезали живот остается неизвестной, но Бунго утверждал, что это последствия кесарева сечения, что указывает на то, что Хотаруко родила неизвестного ребёнка. В конце третьего эпизода выясняется, что она - настоящая мать Рё. После смерти Мидзуно Хотаруко заняла его место. Роль в аниме озвучивает Юки Ивата.
- Рука Киёсэ (яп. 清瀬流花 Киёсэ Рука) — жилец на острове и возлюбленная Рё. Очень скромная и застенчивая девушка, невысокая, синеволосая с ядовито-желтыми глазами, одетая в фартук и платье. Собиралась вместе с Рё покинуть остров, но из-за Хотаруко, раненой Бунго, Рё решает остаться. В конце аниме Рука убивает Мидзуно, думая вновь сбежать с Рё. Была задушена находящейся в безумии Рё. Роль в аниме озвучивает Аяка Кимура.
- Кодзи Асихара (яп. 葦原浩司 Асихара Кодзи:) — священник на острове, отец Касуми. Он рассказывает Рё, что Хотаруко — её мать, Мидзуно — дядя, Сай — бабушка, а не мать. Кодзи, зачастую развлекается с Дзюнко, а при занятием сексом с Рукой, говорит, что сколько раз он этим не занимался, каждый раз как первый. В третьей серий он изнасиловал Руку и был убит манекенами.
- Касуми Асихара (яп. 葦原香澄 Асихара Касуми) — дочь Кодзи, невеста Бунго и возлюбленная Мисы. Она предлагает Рё и Руке уезжать из острова, так как Бунго пожертвовал собой, чтобы спасти их. Подразумевается, что она одержима ароматом от красных цветов, которые, кажется, влияют на женщин и берут их к страстным мукам экстаза. Касуми представлена как женщина средних лет с бледно-розовыми волосами в строгом деловом костюме. Была принесена в жертву в третьей серии своим же отцом по приказу Мидзуно.
- Бунго Инаса (яп. 稲佐文吾 Инаса Бунго) — жених Касуми и дядя Рё. Когда он встретил Рё, то пообещал, что поможет ей покинуть остров. Бунго, перед насилием Хотаруко, говорит ей, что из-за её эгоизма умерла Сай, его сестра. Во второй серий он насилует Хотаруко, чтобы спасти Рё и Руку, но последнее ему не удаётся.